# …a pátý jezdec je Strach
…a pátý jezdec je Strach je československý film z roku 1965 o holocaustu. Expresionistický film režíroval Zbyněk Brynych a jedná se o příběh židovského lékaře (Miroslav Macháček) v době nacistické okupace. Název filmu vychází z příběhu čtyř jezdců Apokalypsy v knize zjevení.

## Děj
Film se odehrává v Praze během německé okupace Československa a příběh sleduje doktora Brauna, židovského lékaře, který má zakázáno praktikovat medicínu a namísto toho pracuje pro německé úředníky, kteří katalogizují zabavený židovský majetek. Braun chce v atmosféře strachu a bezmoci jen přežít, ale jeho čistě pragmatický přístup je podroben zkoušce, když se v jeho bytě objeví zraněný odbojář. Expresivita filmu je podtržena jednak kamerou, která postavy spíše upozaďuje a záběry komponuje s důrazem na objekty, a jednak také hudební a zvukovou složkou – výrazné, nepříjemné, často osamocené zvuky umocňují vypjatost situací.

## Tvůrci
- režie Zbyněk Brynych
- knižní předloha Hana Bělohradská (povídka Bez krásy, bez límce)
- scénář Hana Bělohradská, Zbyněk Brynych
- kamera Jan Kališ
- hudba Jiří Sternwald
- zvuk Miloš Alster, Josef Weishaupt
- kostýmy Ester Krumbachová

## Obsazení
V hlavních rolích:
| Miroslav Macháček   | docent Armin Braun                     |
| Ilja Prachař        | řezník Šidlák                          |
| Jiří Adamíra        | majitel domu JUDr. Karel Veselý        |
| Olga Scheinpflugová | učitelka hudby                         |
| Josef Vinklář       | velitel civilní obrany Vlastimil Fanta |
| Jiří Vršťala        | komisař                                |
| Čestmír Řanda       | MUDr. Emil Wiener                      |
| Jana Prachařová     | Šidlákova manželka Věra                |
| Zdenka Procházková  | Veselého manželka Marta                |
| Slávka Budínová     | Wienerova manželka Helena              |
| Eva Svobodová       | domovnice Kratochvílová                |
| Alexandra Myšková   | excentrička                            |
| Iva Janžurová       | služka Anička                          |
| Jana Břežková       | dívka v baru                           |
| Růžena Preislerová  | Löwyová                                |
| Jiří Ostermann      | lampář                                 |

## Zajímavosti
- Film byl natáčen částečně v Praze a částečně v Římě, a to díky štědré nabídce vlivného filmového producenta Carla Pontiho, který byl smluvním partnerem Československého filmexportu.[4]
- Herec Miroslav Macháček si přál, aby se všechny záběry filmu natáčely napoprvé – věřil, že se tak všichni budou na práci lépe koncentrovat. Štáb nakonec dospěl k závěru, že takto natáčet sice lze, ale jen pokud se neobjeví technická chyba. Zpočátku se záběry tedy z technických důvodů opakovaly, postupně ale opakování ubývalo a mnoho záběrů nakonec skutečně vzniklo napoprvé.[2][3]